# 巴耶济德帕夏
巴耶济德帕夏（？-1421年7月），也被称为阿马西亚勒·巴耶济德帕夏，奥斯曼帝国官员，曾于1413年1421年间出任奥斯曼帝国的大维齐尔。

## 生平
巴耶济德是阿马西亚勒·亚赫斯贝伊的儿子，出生于阿马西亚，并因此获得“阿马西亚勒”的添加名，该名意指“来自阿马西亚”。奥斯曼素丹巴耶济德一世在位时，他曾历任多个军队职位。当巴耶济德一世的儿子穆罕默德·切莱比（即后来的素丹穆罕默德一世）还是一个省长时，巴耶济德帕夏曾是他首要谋士的一员。
1402年安卡拉之战，帖木儿击败了奥斯曼帝国并俘虏了巴耶济德一世，巴耶济德帕夏从帖木儿军队手中营救了15岁的穆罕默德·切莱比，并将他带回了家乡阿马西亚。在经历1413年的奥斯曼帝国大空位期之后，穆罕默德·切莱比登基为苏丹穆罕默德一世，巴耶济德帕夏成为大维齐尔。
在穆罕默德一世治下，巴耶济德帕夏于1420年镇压了谢赫·贝德尔丁的叛乱。
由于奥斯曼帝国大空位期以来，王权尚不稳固，为避免了发生内战，1421年5月26日，穆罕默德一世去世，按照苏丹的遗嘱，巴耶济德帕夏秘不发丧，直至40天后穆拉德二世返回伊斯坦布尔继承王位。
1421年7月，穆拉德二世继位仅仅两个月后，大维齐尔巴耶济德帕夏被派率军镇压穆拉德二世叔叔穆斯塔法·切莱比的叛乱。巴耶济德的军队在后世色雷斯中部的埃迪尔内凯尚萨兹勒德雷（Sazlıdere）村与穆斯塔法遭遇。战斗中，巴耶济德的军队倒戈，他被迫向穆斯塔法投降。然而，穆斯塔法的盟友艾登的居内伊特贝伊不信任巴耶济德，在他的敦促下，穆斯塔法立即处决了巴耶济德。巴耶济德的墓地就位于萨兹勒德雷村。